# بیلی ریچاردز (بازیکن فوتبال، زاده ۱۸۷۸)
بیلی ریچاردز (انگلیسی: Billy Richards؛ 11 March 1878 – ۱۹۴۷ (۶۸−۶۹ سال)) بازیکن فوتبال اهل پادشاهی متحد بریتانیای کبیر و ایرلند بود.
از باشگاه‌هایی که در آن بازی کرده‌است می‌توان به باشگاه فوتبال بری اشاره کرد.